# Surguja
Surguja är ett distrikt i den indiska delstaten Chhattisgarh. Huvudort är Ambikapur.
Sarguja var en Brittisk vasallstat i Chutia Nagpur.